# شيكاغو ستايغس
شيكاغو ستايغس هو نادي كرة سلة من شيكاغو ، إلينوي ،الولايات المتحدة الأمريكية. تأسس عام 1946 وأغلق عام 1950 وإنشاء بدلا عنه شيكاغو بولز عام 1966